# Herb gminy Ciasna
Herb gminy Ciasna – jeden z symboli gminy Ciasna.

## Wygląd i symbolika
Herb przedstawia na tarczy w polu błękitnym wizerunek żółtego (złotego) dębu z dziewięcioma liśćmi, symbolizującymi sołectwa gminy, wyrastającego ze wzgórza o tym samym kolorze. 